# Xenotilapia tenuidentatus
Xenotilapia tenuidentatus é uma espécie de peixe da família Cichlidae.
É endémica de República Democrática do Congo.
Os seus habitats naturais são: lagos de água doce.
Está ameaçada por perda de habitat.